# I misteri di New York
I misteri di New York (The Exploits of Elaine) è un serial cinematografico in 14 episodi del 1914 diretto da Louis J. Gasnier, George B. Seitz e Leopold Wharton e tratto dal libro "Craig Kennedy, Scientific Detective" di Arthur B. Reeve.

Nel 1994 è stato scelto per essere conservato nel National Film Registry della Biblioteca del Congresso degli Stati Uniti.

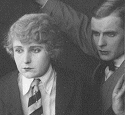
Pearl White e Creighton Hale

## Trama
La storia racconta di una giovane donna, Elaine che, con l'aiuto di un investigatore, si mette sulle tracce dell'assassino di suo padre. 

## Episodi
1. Morti misteriose (The Clutching Hand)
2. Sonno senza ricordo (The Twilight Sleep)
3. Prigione di ferro (The Vanishing Jewels)
4. Ritratto che uccide' (The Frozen Safe)
5. Camera turchina (The Poisoned Room)
6. Sangue per sangue (The Vampire)
7. Il campanile di Darnemouth (The Double Trap)
8. Voce misteriosa (The Hidden Voice)
9. Raggio rosso (The Death Ray)
10. Bacio mortale (The Life Current)
11. Il braccialetto avvelenato (The Hour of Three)
12. Città cinese (The Blood Crystals)
13. L'uomo dal fazzoletto rosso (The Devil Worshippers)
14. La mano che stringe (The Reckoning) (censurato e non distribuito in Italia)[2]

## Produzione
Il film fu prodotto dalla società Wharton. La protagonista era interpretata da Pearl White, attrice che aveva avuto un grandissimo successo con il personaggio di Pauline in The Perils of Pauline. In uno dei ruoli principali, Creighton Hale, qui al suo debutto sullo schermo; vi appare anche Lionel Barrymore e, In un ruolo minore, George B. Seitz, uno dei registi del serial.

## Distribuzione
Distribuito dalla Pathé e dalla Eclectic Film Company, il serial uscì nelle sale il 29 dicembre 1914 incontrando il grande favore del pubblico che aveva già decretato il successo delle avventure della damigella in pericolo Pauline. La storia di Elaine Dodge avrà un seguito l'anno seguente, con i seguiti The New Exploits of Elaine e Transatlantic (The Romance of Elaine) sempre con Pearl White. In Italia uscì tra il 1916 e il 1918.
Nel dicembre 2004, gli episodi nº8 e nº9 vennero riediti in DVD dalla Sunrise Silents.

### Date di uscita
IMDB e Silent Era DVD
- USA	29 dicembre 1914
- USA	5 gennaio 1915	 (episodio 2)
- USA	12 gennaio 1915	 (episodio 3)
- USA	19 gennaio 1915	 (episodio 4)
- USA	26 gennaio 1915	 (episodio 5)
- USA	2 febbraio 1915	 (episodio 6)
- USA	9 febbraio 1915	 (episodio 7)
- USA	16 febbraio 1915	 (episodio 8)

- USA	23 febbraio 1915	 (episodio 9)
- USA	2 marzo 1915	 (episodio 10)
- USA	9 marzo 1915	 (episodio 11)
- USA	16 marzo 1915	 (episodio 12)
- USA	23 marzo 1915	 (episode 13)
- USA	30 marzo 1915	 (episode 14)
- Francia	4 dicembre 1915
- USA dicembre 2004 DVD

Alias
- Las peripecias de Elena	Argentina
- Les Mystères de New York	Francia

## Sequel
Nel 1915, Louis J. Gasnier insieme a Leopold Wharton e suo fratello Theodore Wharton dirigeranno il seguito del serial, The New Exploits of Elaine in 10 episodi; i fratelli Wharton con George B. Seitz completeranno lo stesso anno la trilogia dedicata a Elaine con altri 12 episodi, protagonista sempre Pearl White.